# Совєтське (Акбулацький район)
Совє́тське (рос. Советское) — село у складі Акбулацького району Оренбурзької області, Росія.

## Населення
Населення — 559 осіб (2010; 766 у 2002).
Національний склад (станом на 2002 рік):
- казахи — 53 %